# Pruské
Pruské este o comună slovacă, aflată în districtul Ilava din regiunea Trenčín. Localitatea se află la altitudinea de 242 m deasupra n.m., se întinde pe o suprafață de 12,93 km2 și în 2017 număra 2.288 de locuitori.

## Istoric
Localitatea Pruské este atestată documentar din 1224.

## Demografie
| An:                | 1994 | 2004    | 2014   | 2024   |
| ------------------ | ---- | ------- | ------ | ------ |
| Număr de persoane: | 2685 | 2088    | 2244   | 2290   |
| Diferență:         |      | −22,23% | +7,47% | +2,04% |

| An:                | 2023 | 2024   |
| ------------------ | ---- | ------ |
| Număr de persoane: | 2299 | 2290   |
| Diferență:         |      | −0,39% |